# 2015年の鉄道
2015年の鉄道（2015ねんのてつどう）とは、2015年（平成27年）に起こった鉄道関係の出来事をまとめたページである。
2014年の鉄道 - 2015年の鉄道 - 2016年の鉄道

## 出来事の一覧

### 1月
- 1月9日
  - 北九州高速鉄道
    - （周年）開業30周年。（小倉・現平和通駅～企救丘駅）
- 1月29日
  - 名古屋鉄道
    - （周年）名鉄空港線開業・ミュースカイデビュー10周年[1]。

### 2月
- 2月1日
  - 阪堺電気軌道
    - （新駅開業） 石津北停留場（阪堺線 東湊 - 石津間）[2][3][4]
- 2月8日
  - 西日本旅客鉄道
    - （高架化）阪和線：東岸和田駅周辺の下り線[5]
- 2月10日
  - 北総鉄道
    - （運賃改定）初乗り195円→199円（IC）200円（切符）をはじめ平均2.3%の値上げ[6]。

  - 東京地下鉄
    - （運賃改定）自社局のみの一日乗車券大人用710円から600円に、小児用360円から300円に値下げ[7]。
- 2月26日
  - 富山地方鉄道
    - （新駅開業） 新黒部駅（本線 長屋 - 舌山間、北陸新幹線と接続）[8][9]

### 3月
- 3月1日
  - 東海旅客鉄道
    - （電化開業） 武豊線 大府駅 - 武豊駅間 (19.3 km)(直流1500V)[10][11]

  - 南海電気鉄道・泉北高速鉄道
    - （運賃改定）両社間の乗継割引額を20円→100円に引き上げ、泉北高速鉄道内の通学定期旅客運賃を約25%値下げ[12]。
- 3月3日
  - 神戸電鉄・北神急行電鉄
    - （相互利用開始）全線で全国相互利用IC利用開始[13]。
- 3月6日
  - 愛知高速交通
    - （周年）東部丘陵線（リニモ）開業10周年。
- 3月8日
  - 東京地下鉄
    - 営団日比谷線中目黒駅構内列車脱線衝突事故から15年[14]。
- 3月10日
  - 西日本旅客鉄道
    - （周年）山陽新幹線全線（新大阪 - 博多）開業40周年。
- 3月14日
  - 北海道旅客鉄道[15]
    - （列車廃止） 特急「トワイライトエクスプレス」[注 1][16]
    - （列車廃止） 特急「北斗星」[注 2]（定期列車としての運転を終了し、引き続き設定が可能な時期（8月22日）まで臨時列車として運転）

  - 東日本旅客鉄道[17]
    - （新駅開業） 天童南駅（奥羽本線 高擶 - 天童間）[18]
    - （新駅開業） 高田高校前駅（大船渡線 陸前高田 - 高田病院間）
    - （駅廃止） 只見線 柿ノ木駅
    - （路線開業） 北陸新幹線 長野駅 - 上越妙高駅 : 59.5 km
    - （路線廃止） 信越本線 長野駅 - 直江津駅 : 75.0 km（しなの鉄道、えちごトキめき鉄道に転換）
    - （駅名改称） 上越妙高駅 ← 脇野田駅（北陸新幹線）[19]
    - （列車新設） 特急「かがやき」・「はくたか」（新幹線）東京駅 - 金沢駅
    - （列車新設） 特急「しらゆき」新井駅・上越妙高駅 - 新潟駅
    - （列車廃止） 特急「はくたか」（在来線）・「北越」
    - （列車廃止） 特急「トワイライトエクスプレス」[16]
    - （列車廃止） 特急「北斗星」（定期列車としての運転を終了）
    - 上野東京ライン完成。
      - （相互直通運転開始） 宇都宮線、高崎線と 東海道線が相互直通運転開始。
      - （運転区間延伸） 常磐線（一部）が品川駅発着。
      - （運転区間延伸） 常磐線特急列車（一部）が品川駅発着。

    - （停車駅追加） 京浜東北線快速列車の停車駅に神田と御徒町を追加（御徒町は土休日のみ）。
    - （区間延長） 南武線快速列車の区間が全区間に延長。（途中停車駅は府中本町と分倍河原。）
    - （列車廃止） 「おはようライナー逗子」・「ホームライナー逗子」
    - （列車廃止） 特急「あやめ」
    - （周年）東北新幹線上野駅開業30周年。

  - 東海旅客鉄道[20]
    - （速度向上）東海道新幹線最高速度が270km/hから285km/hに引き上げ（23年ぶり、のぞみ登場以来初）、N700A系（東海1000,2000番台、西日本4000,5000番台）が対象、以後順次拡大[21][22] 東京～新大阪間を最短2時間22分。
    - （決済開始）東海道・山陽新幹線の「のぞみ・ひかり・さくら・みずほ」の車内販売の決済で交通系9種のICが使用可能になった。（「こだま」及び一部の列車は車内販売の営業がない）[23]。

  - 西日本旅客鉄道
    - （路線開業） 北陸新幹線 上越妙高駅 - 金沢駅 : 168.5 km[注 3][24]
    - （路線廃止） 北陸本線 金沢駅 - 直江津駅 : 177.2 km（IRいしかわ鉄道、あいの風とやま鉄道、えちごトキめき鉄道に転換）
    - （新駅開業） 黒部宇奈月温泉駅（北陸新幹線 糸魚川駅 - 富山駅間）
    - （新駅開業） 新高岡駅（北陸新幹線 富山駅 - 金沢駅間、城端線 高岡駅 - 二塚駅間）[25]
    - （新駅開業） 新白島駅 （山陽本線 広島駅 - 横川駅間）[26]
    - （駅名改称） 能美根上駅 ← 寺井駅（北陸本線）[27][28]
    - （列車新設） 特急「かがやき」・「はくたか」（新幹線） 東京駅 - 金沢駅間
    - （列車新設） 特急「つるぎ」 富山駅 - 金沢駅間（北陸新幹線）
    - （列車新設） 特急「ダイナスター」 福井駅 - 金沢駅間[29]
    - （列車新設） 特急「能登かがり火」 金沢駅 - 和倉温泉駅間[29]
    - （列車廃止） 特急「はくたか」（在来線）・「北越」
    - （列車廃止） 特急「トワイライトエクスプレス」[16]

  - 九州旅客鉄道[30]
    - （列車廃止） 快速「くまもとライナー（在来線）」
    - （運転区間延伸） 豊肥本線の普通列車の日豊本線への乗り入れ再開。三重町駅・中判田駅 - 亀川駅間。
    - （運転区間延伸） 日豊本線の普通列車の久大本線への乗り入れ開始。亀川駅 - 向之原駅間。

  - 北越急行
    - （列車廃止） 特急「はくたか」（在来線）[31]
    - （列車新設） 超快速「スノーラビット」

  - しなの鉄道
    - （転換開業） 北しなの線 長野 - 妙高高原間 ： 37.3 km[32]

  - えちごトキめき鉄道
    - （転換開業） 妙高はねうまライン 妙高高原 - 直江津間 : 37.7 km
    - （転換開業） 日本海ひすいライン 直江津 - 市振間 : 59.3 km[33]
    - （列車新設） 特急「しらゆき」新井駅・上越妙高駅 - 新潟駅

  - あいの風とやま鉄道
    - （転換開業） あいの風とやま鉄道線 市振 - 倶利伽羅間 ： 100.1 km[34]

  - 富山地方鉄道[35]
    - （延伸開業） 富山軌道線 富山駅停留場 - 富山地鉄接続点（富山駅前停留場 - 新富町停留場間、0.16 km）
    - （駅名改称） 電鉄富山駅・エスタ前停留場 ← 富山駅前停留場（富山軌道線）
    - （駅名改称） 富山トヨペット本社前（五福末広町）停留場 ← 新富山停留場（富山軌道線）

  - IRいしかわ鉄道
    - （転換開業） IRいしかわ鉄道線 倶利伽羅 - 金沢間 ： 17.8 km[36]

  - 天竜浜名湖鉄道
    - （新駅開業） 森町病院前駅 （天竜浜名湖線 遠州森駅 - 円田駅間）[37]
    - （駅名改称） 岡地駅 ← 気賀高校前駅（天竜浜名湖線）

  - 富士急行
    - （Suica導入）富士急行線全線全駅、JRからの通しの利用も可能[38]。

  - 北陸鉄道
    - （新駅開業） 陽羽里駅（石川線 四十万 - 曽谷間）[39]。

  - 広島高速交通
    - （新駅開業） 新白島駅（広島新交通1号線 城北 - 白島間）[40]

  - 筑豊電気鉄道
    - （nimoca導入）筑豊電気鉄道線全線全駅、車載器で対応[41]。
- 3月26日
  - あいの風とやま鉄道
    - （ICOCA導入）あいの風とやま鉄道線 石動駅 - 越中宮崎駅※JR等の他社へは使用不可、富山県内で利用可能に[42]。
- 3月28日
  -  ソウル市メトロ9号線　
    - （延伸） 新論峴駅 - 総合運動場駅
- 3月29日
  -  西港島線　
    - （新駅開業） 西営盤駅（上環 - 香港大学間）[43]。
- 3月31日
  - パスネット導入各社
    - （利用終了）券売機・精算機でのパスネットの利用終了[注 4]。

### 4月
- 4月1日
  - 日本貨物鉄道
    - （第二種鉄道事業廃止） 山陰本線 伯耆大山駅 - 東松江駅 (27.1 km)[44]

  - 近畿日本鉄道
    - （路線廃止） 内部線 近鉄四日市駅 - 内部駅 (5.7 km)（四日市あすなろう鉄道及び四日市市に転換）[45][46]
    - （路線廃止） 八王子線 日永駅 - 西日野駅 (1.3 km)（四日市あすなろう鉄道及び四日市市に転換）[45][46]
    - （駅廃止） 赤堀駅、日永駅、南日永駅、泊駅、追分駅、小古曽駅、内部駅（内部線）、西日野駅（八王子線）[45][46]

  - 四日市あすなろう鉄道
    - （路線開業・第二種鉄道事業者開業） 内部線 あすなろう四日市駅 - 内部駅 (5.7 km)（近畿日本鉄道から転換）[45][46]
    - （路線開業・第二種鉄道事業者開業） 八王子線 日永駅 - 西日野駅 (1.3 km)（近畿日本鉄道から転換）[45][46]
    - （駅開業） あすなろう四日市駅、赤堀駅、日永駅、南日永駅、泊駅、追分駅、小古曽駅、内部駅（内部線）、西日野駅（八王子線）[45][46]
    - （駅名改称） あすなろう四日市駅 ← 近鉄四日市駅（内部線）[47]

  - 四日市市
    - （第三種鉄道事業者開業） 四日市あすなろう鉄道内部線 あすなろう四日市駅 - 内部駅 (5.7 km)[45][46]
    - （第三種鉄道事業者開業） 四日市あすなろう鉄道八王子線 日永駅 - 西日野駅 (1.3 km)[45][46]

  - 北近畿タンゴ鉄道
    - （運営形態変更） 第三種鉄道事業者 ← 第一種鉄道事業者（宮福線 宮津駅 - 福知山駅）[48][49]
    - （運営形態変更） 第三種鉄道事業者 ← 第一種鉄道事業者（宮津線 西舞鶴駅 - 豊岡駅）[48][49]

  - WILLER TRAINS
    - （第二種鉄道事業者開業） 宮福線 宮津駅 - 福知山駅（30.4 km）[48][49]
    - （第二種鉄道事業者開業） 宮津線 西舞鶴駅 - 豊岡駅（83.6 km）[48][49]
    - （路線愛称使用開始） 京都丹後鉄道（全線を通して使用）[50]
    - （路線愛称使用開始） 宮舞線（宮津線 西舞鶴駅 - 宮津駅）[50]
    - （路線愛称使用開始）宮豊線（宮津線 宮津駅 - 豊岡駅）[50]
    - （駅名改称） 与謝野駅 ← 野田川駅（宮津線）[50]
    - （駅名改称） 京丹後大宮駅 ← 丹後大宮駅（宮津線）[50]
    - （駅名改称） 夕日ヶ浦木津温泉駅 ← 木津温泉駅（宮津線）[50]
    - （駅名改称） 小天橋駅 ← 丹後神野駅（宮津線）[50]
    - （駅名改称） かぶと山駅 ← 甲山駅（宮津線）[50]
    - （駅名改称） コウノトリの郷駅 ← 但馬三江駅（宮津線）[50]
    - （駅名改称） 福知山市民病院口駅 ← 厚中問屋駅（宮福線）[50]

  - 広島電鉄
    - （駅名改称） 修大附属鈴峯前駅（現・修大協創中高前駅） ← 鈴峯女子大前駅（宮島線）[51]

  - 北条鉄道
    - （周年）北条線国鉄転換開業30周年。

  - 福島交通
    - 飯坂線にICカード「NORUCA」導入[52][53]

  -  南京地下鉄集団　
    - （開通） 南京地下鉄3号線 林場 - 秣周東路
- 4月2日
  -  KTX湖南高速線　
    - （新規開業） 五松 - 光州松汀
- 4月18日
  -  アルマトイ地下鉄1号線　
    - （延伸） アラタウ - モスクワ
- 4月23日
  -  大邱都市鉄道公社3号線　
    - （新規開業） 漆谷慶大病院 - 龍池
- 4月25日
  - 西日本旅客鉄道
    - （周年）JR福知山線脱線事故から10年[54]。

### 5月
- 5月1日
  - 鹿児島市交通局
    - （駅名改称） 二中通停留場 ← 交通局前停留場（谷山線）[55]
    - （駅名改称） 甲東中学校前停留場 ← 市立病院前停留場（第一期線）[55]
    - （駅名改称） 神田（交通局前）停留場 ← 神田停留場（唐湊線）[55]
    - （駅名改称） 市立病院前停留場 ← たばこ産業前停留場（第一期線）[55]
- 5月9日
  -  トレノルド
    - （新駅開業） ミラノ近郊鉄道 S5線 S6線 S9線 - ミラノ・フォルラリーニ駅
- 5月22日
  -  大連地下鉄　
    - （開通） 大連地下鉄2号線 機場 - 会議中心
- 5月30日
  - 東日本旅客鉄道
    - （路線開業） 東北本線支線（仙石東北ライン・非電化） 松島駅[注 5] - 高城町駅 (0.3 km)[56][57][58]

### 6月
- 6月24日
  - 近畿日本鉄道
    - （PiTaPa導入）近鉄志摩線・上之郷駅、穴川駅、志摩横山駅、志摩神明駅
- 6月28日
  - 
    - （開業）合福旅客専用線

### 7月
- 7月6日
  - 台北捷運
    - （開通）土城線 永寧 - 頂埔　(2 km)

  - 東海旅客鉄道・西日本旅客鉄道
    - （改良工事）新幹線N700系の防犯カメラを追加工事の施工を発表、2018年にかけて施行[59]。
- 7月18日
  - 九州旅客鉄道
    - （車両増結）特急ゆふいんの森1・2・5・6号用のキハ72系中間車を新造および5両編成化[60]。
- 7月25日
  - 東日本旅客鉄道
    - （新型車両）中央線新型特急電車（E353系）量産先行車落成[61]。

### 8月
- 8月1日
  - 近畿日本鉄道
    - （PiTaPa導入）近鉄志摩線・船津駅、加茂駅、松尾駅、白木駅、五知駅、沓掛駅・鉄道線全線導入完了[注 6]。西信貴鋼索線・高安山駅[62]。
- 8月8日
  - 九州旅客鉄道
    - (運転開始)「或る列車」
- 8月10日
  - 北海道旅客鉄道
    - （駅休止）津軽今別駅（北海道新幹線関連で停車列車なし）
- 8月24日
  - 首都圏新都市鉄道
    - （周年）つくばエクスプレス開業10周年。
- 8月30日
  - 西日本旅客鉄道
    - （ICOCA導入）紀勢本線和歌山駅 - 海南駅間で導入[63][64]。

### 9月
- 9月12日
  -  オレゴン州ポートランドでMAXオレンジライン（英語版）開通[65]。
- 9月20日
  - エチオピア鉄道公社・深圳地下鉄公社
    - （開業）アディスアベバ・ライトレール（エチオピア・アディスアベバ・2路線）が開業

  - 中国鉄路総公司
    - （開業）吉琿旅客専用線[66]
- 9月27日
  - えちぜん鉄道
    - （新駅開業） まつもと町屋駅（三国芦原線 福井口 - 西別院間）[67]
- 9月30日
  - 東日本旅客鉄道
    - （周年）埼京線開業30周年。

### 10月
- 10月1日
  - 由利高原鉄道
    - （周年）鳥海山ろく線国鉄転換開業30周年

  - 名古屋臨海高速鉄道
    - （運賃改定）あおなみ線2区から5区が一律10円値上げ、1区と6区は据え置き（消費税改定）[68]。

  - 北九州高速鉄道
    - （SUGOCA導入）全線全駅で10種の相互利用も導入。
    - （改札システム変更）普通乗車券QR券
    - （運賃改定）100円区間以外は一律10円の値上げ[69]。

  - 東北・関東甲信越の事業者
    - 東日本旅客鉄道など37事業者の路線で、優先席付近での携帯電話使用規制を緩和。混雑時以外電源オフにしなくてもよくなる[注 7][70][71]
- 10月3日
  - 西日本旅客鉄道
    - （列車新設） 特急「花嫁のれん」 金沢駅 - 和倉温泉駅間[72]
- 10月16日
  -  高雄捷運公司
    - （路線開業） 環状軽軌第1段階 籬仔内駅 - 凱旋中華駅：2.2km[73]
    - （新駅開業） 籬仔内駅、凱旋瑞田駅、前鎮之星駅、凱旋中華駅
- 10月30日
  -  大連地下鉄　
    - （開通） 大連地下鉄1号線 姚家駅 - 富国街駅
- 10月31日
  - 首都圏電鉄京義中央線
    - （開業）野塘駅

  - 首都圏電鉄1号線-ソウル市メトロ9号線
    - （開業）鷺梁津駅（乗換通路）

### 11月
- 11月1日
  - ゆりかもめ
    - （周年）ゆりかもめ（新橋駅「初代」- 有明駅間）開業20周年。
- 11月14日
  - 九州旅客鉄道
    - （SUGOCA導入）宮崎市で使用可能になる、利用可能の範囲は日豊本線・佐土原 - 田野、日南線・南宮崎 - 田吉、宮崎空港線・田吉 - 宮崎空港の相互間のみで、他県にICで行くことができない[74][75][注 8]。
- 11月16日
  - 明知鉄道
    - （周年）明知鉄道開業（国鉄から転換）30周年。

### 12月
- 12月1日
  - 台湾高速鉄道
    - （運賃改定・新駅開業） 運賃値下げ。苗栗駅・彰化駅・雲林駅開業。

  - 東海旅客鉄道・愛知県の事業者
    - 東海旅客鉄道などの路線で、優先席付近での携帯電話使用規制を緩和。混雑時以外電源オフにしなくてもよくなる[注 9][76]。

  - 九州の事業者
    - 九州旅客鉄道など11事業者の路線で、優先席付近での携帯電話使用規制を緩和。混雑時以外電源オフにしなくてもよくなる[注 10][77][78]。
- 12月5日
  - 東日本旅客鉄道
    - （新駅開業） 大船渡魚市場前駅（下船渡 - 大船渡間）[79][80]
- 12月6日
  - 仙台市交通局
    - （新線開業） 東西線 八木山動物公園駅 - 荒井駅(13.9 km)[81][82][83]
    - （新駅開業）八木山動物公園駅、青葉山駅、川内駅、国際センター駅、大町西公園駅、青葉通一番町駅、仙台駅、宮城野通駅、連坊駅、薬師堂駅、卸町駅、六丁の目駅、荒井駅（仙台市交通局東西線）
- 12月16日
  -  青島地下鉄集団　
    - （開通） 青島地下鉄3号線 青島北 - 双山
- 12月19日
  -  上海軌道交通
    - （延伸） 上海軌道交通11号線 羅山路駅 - 康新公路駅
    - （延伸） 上海軌道交通12号線 曲阜路駅 - 七莘路駅
    - （延伸） 上海軌道交通13号線 長寿路駅 - 世博大道駅
- 12月20日
  - 札幌市交通局
    - （延伸開業・環状運転開始） 札幌市電 すすきの停留場 - 西4丁目停留場 (0.4 km)[84][85]
    - （新駅開業） 狸小路停留場 （札幌市電）[84][85]
- 12月23日
  - 台湾鉄路管理局
    - （新駅開業） 南樹林駅（縦貫線）

  - 三陸鉄道
    - （駅名改称） 岩泉小本駅 ← 小本駅 （北リアス線）[86]
- 12月26日
  -  北京地下鉄
    - （延伸） 北京地下鉄14号線 金台路 - 北京南
    - （延伸） 北京地下鉄昌平線 昌平山西口 - 南邵
    - （新駅開業） 北京地下鉄8号線 安徳里北街駅

  -  南昌地下鉄
    - （開業） 南昌地下鉄1号線 双港 - 瑶湖西

  -  成都軌道交通
    - （開業） 成都地下鉄4号線 非遺博覧園 - 万年場
- 12月28日
  -  武漢地下鉄　
    - （開通） 武漢地下鉄3号線 宏図大道 - 沌陽大道

  -  仏山地下鉄　
    - （延伸） 仏山地下鉄1号線 西朗 - 燕崗

  -  長沙地下鉄　
    - （延伸） 長沙地下鉄2号線 梅渓湖西 - 望城坡

  -  中国鉄路総公司
    - （開業）津保線（中国語版）[87]
- 12月30日
  -  中国鉄路総公司
    - （開通） 広深港高速鉄道 深圳北駅 - 福田駅

  -  中国鉄路総公司
    - （開業） 海南西環高速鉄道

## 主なダイヤ改正
- 1月24日
  - 東武鉄道（東上線、越生線）
- 2月1日
  - 阪堺電気軌道（阪堺線）（※石津北停留場の開業）
  - 伊予鉄道（市内電車・坊っちゃん列車）[88]
- 2月26日
  - 富山地方鉄道[9]
- 2月27日
  - 京王電鉄（井の頭線など）[89]
- 2月28日
  - 名古屋鉄道（三河線） - 詳細は「2005年からの名古屋鉄道ダイヤ改正」を参照
- 3月1日
  - 大阪市交通局（地下鉄御堂筋線）[90]
  - 北大阪急行電鉄[91]
- 3月14日[92]
  - JRグループ各社（JR四国を除く）[93]
  - 小田急電鉄[94]
  - 箱根登山鉄道（鉄道線）[95]
  - 東京急行電鉄（目黒線）[96]
  - 東京地下鉄（千代田線、東西線、南北線）[97]
  - 東京都交通局（都営地下鉄三田線）[98]
  - 東京臨海高速鉄道
  - 青い森鉄道[99]
  - IGRいわて銀河鉄道[100]
  - 三陸鉄道[101]
  - 仙台空港鉄道[102]
  - 秋田内陸縦貫鉄道[103]
  - 由利高原鉄道[104]
  - 山形鉄道
  - 阿武隈急行
  - 会津鉄道
  - わたらせ渓谷鐵道[105]
  - 関東鉄道[106]
  - 鹿島臨海鉄道[107]
  - 首都圏新都市鉄道（つくばエクスプレス）[108]
  - いすみ鉄道[109]
  - 伊豆急行[110]
  - 富士急行[111]
  - 北越急行[112]
  - しなの鉄道（※北しなの線はJR東日本より移管）[113]
  - 長野電鉄[114]
  - アルピコ交通[115]
  - 上田電鉄[116]
  - えちごトキめき鉄道（※JR東日本・JR西日本より移管）[117]
  - あいの風とやま鉄道（※JR西日本より移管）[118]
  - 富山地方鉄道（軌道線）
  - 富山ライトレール[119]
  - IRいしかわ鉄道（※JR西日本より移管）[120]
  - 北陸鉄道[121]
  - 万葉線
  - のと鉄道
  - えちぜん鉄道
  - 愛知環状鉄道
  - 東海交通事業
  - 長良川鉄道
  - 明知鉄道
  - 伊勢鉄道
  - 北近畿タンゴ鉄道
  - 北条鉄道
  - 智頭急行
  - 若桜鉄道
  - 井原鉄道[122]
  - 広島高速交通[40]
  - 錦川鉄道
  - 平成筑豊鉄道
  - 甘木鉄道
  - 松浦鉄道
  - 肥薩おれんじ鉄道[123]
  - くま川鉄道[124]
  - 南阿蘇鉄道
- 3月21日
  - 阪急電鉄（宝塚本線、箕面線）（※女性専用車両の導入）[125]
  - 能勢電鉄（鉄道線）[126]
- 3月23日
  - 埼玉新都市交通（伊奈線）[127]
- 3月28日
  - 東京都交通局（都電荒川線）[128]
- 4月4日
  - 金沢シーサイドライン[129]
- 4月6日
  - 広島電鉄
- 5月31日
  - 相模鉄道[130]
- 7月11日
  - 熊本電気鉄道[131]
- 9月25日
  - 京王電鉄[132]
  - 東京都交通局（都営地下鉄新宿線）[133]
- 10月15日
  - 台湾鉄路管理局[134]
- 10月31日
  - 東京都交通局（日暮里・舎人ライナー）[135]
- 11月21日
  - 銚子電鉄[136]
- 12月5日
  - 京浜急行電鉄[137]
  - 南海電気鉄道（高野線）・泉北高速鉄道線[138]
  - 北総鉄道[139]
- 12月6日
  - 仙台市交通局（仙台市地下鉄）[140]
- 12月19日
  - 東京地下鉄（銀座線、丸ノ内線）[141]

## 災害・不通・事故・事件など
東日本大震災に関するものは東日本大震災による鉄道への影響も参照。

### 1月
- 1月5日
  - 北海道旅客鉄道
    - （事件・逮捕）スーパーおおぞら号の車内で乗客が喫煙で車掌に注意されテーブルを破壊する事件[142]。
- 1月8日
  - 北海道旅客鉄道
    - （災害・不通） 日高本線 鵡川駅 - 様似駅 (116.0 km) （厚賀駅 - 大狩部駅間での高波による盛土流出のため）[143]
- 1月27日
  - 北海道旅客鉄道
    - （運転再開） 日高本線 静内駅 - 様似駅 (64.4 km) （厚賀駅 - 大狩部駅間での高波による盛土流出のため1月8日から不通）[144]
- 1月30日
  - 東海旅客鉄道
    - （インシデント）東海道新幹線の運転手が眼鏡不着用で運転（当該運転士は免許条件違反）[145]。

### 2月
- 2月5日
  - 個人
    - （事件・逮捕）ブルートレイン信州等の指定席券を転売目的で購入して、都迷惑防止条例違反（常習ダフ屋行為）で逮捕[146]。
- 2月14日
  - 東日本旅客鉄道
    - （インシデント）仙台駅で新幹線運転士が財布を忘れて8分遅れで運転[147]。
- 2月17日
  - パリ交通公団（RATP）
    - （人種差別）パリ地下鉄の駅で人種差別、黒人を追い払う[148]。
- 2月28日
  - 北海道旅客鉄道
    - （災害・不通） 日高本線 静内駅 - 様似駅 (64.4 km) （1月8日の盛土流出区間の状態悪化により列車回送が不可能となったため）[149]

### 3月
- 3月1日
  - 東武鉄道
    - （踏切事故）東武伊勢崎線竹ノ塚駅付近で踏切事故[150]。
- 3月7日
  - 東日本旅客鉄道
    - （復旧工事着工） 山田線 宮古駅 - 釜石駅 (55.4 km) （東日本大震災のため2011年3月11日から不通、復旧後に三陸鉄道に移管）[151][152]
- 3月21日
  - 東日本旅客鉄道
    - （運転再開） 石巻線 浦宿駅 - 女川駅 (震災前2.5 km→再開後2.3 km) （東日本大震災のため2011年3月11日から不通、女川駅は内陸側に移設、女川町が計画する駅周辺のまちびらきにあわせて運転再開となり、全線復旧）[153][154][155]

### 4月
- 4月3日
  - 北海道旅客鉄道
    - （トラブル）青函トンネル内でスーパー白鳥34号（モハ788-202）から発煙、トンネル内で避難[156]。
- 4月12日
  - 東日本旅客鉄道
    - （施設障害）山手線・京浜東北線の神田駅 - 秋葉原駅で架線柱が倒壊し、一時運転を見合わせ[157]。
- 4月13日
  - 東京地下鉄
    - （不祥事・事件・逮捕）東西線の車掌が覚醒剤取締法違反容疑により逮捕[158]。
- 4月16日
  - 個人
    - （事件・逮捕）「トワイライトエクスプレス」や「北斗星」の特急券を転売目的で購入して、東京都迷惑防止条例違反容疑で逮捕[159]。

### 5月
- 5月6日
  - 箱根ロープウェイ
    - （災害・運休） 箱根ロープウェイ 早雲山駅 - 桃源台駅 (4.0 km) （箱根山の噴火警戒レベル引き上げによる）[160]
- 5月9日
  - 南海電気鉄道
    - （運転見合わせ） 南海本線 難波駅 - 住ノ江駅、高野線 難波駅 - 堺東駅（難波駅周辺で不発弾処理のため7:30から10:00(JST)まで運転を見合わせ）[161]
- 5月12日
  -  アムトラック
    - （事故） 米国ペンシルベニア州で急行列車が脱線[162]。
- 5月17日
  - 北海道旅客鉄道
    - （インシデント）函館本線 八雲駅 - 落部駅間で札幌駅発上野駅行臨時寝台特急北斗星（JR東日本24系）が一部ドアを開扉したまま走行。[163]。
- 5月22日
  - 九州旅客鉄道
    - （インシデント）長崎本線肥前竜王駅で上り特急「かもめ20号」が停車中の線路に、下り特急「かもめ19号」の先頭車両が進入して緊急停止、車両間距離は93mに接近していた[164]。
- 5月30日
  - 東日本旅客鉄道
    - （運転再開） 仙石線 高城町駅 - 陸前小野駅 (震災前11.7 km→再開後10.5 km)（東日本大震災のため2011年3月11日から不通、陸前大塚駅 - 陸前小野駅間は内陸側に移設、全線復旧）[57][58][165][166]

### 6月
- 6月3日
  - 名古屋鉄道
    - （インシデント）名鉄名古屋本線岐南駅で車両故障によるオーバーランで停止信号を冒進分岐器を破損[167]。
- 6月9日
  - 個人
    - （事件・処分）千葉県教育委員会はキセル乗車を繰り返しをして教師を懲戒免職[168]。
- 6月30日
  - 東海旅客鉄道
    - （事件・火災・一時不通）東海道新幹線のぞみ225号の車内で焼身自殺、小田原市内で緊急停車、死者も出た。（被害車両はN700系X59編成1号車「783-2059」）[169]。

### 7月
- 7月8日
  - 阪急電鉄
    - （事件）阪急京都線南方駅で乗用車が進入。1.3Km先の崇禅寺駅まで走行。過失往来危険容疑で逮捕された[170]。
- 7月16日
  - 西日本旅客鉄道
    - （災害・不通） 紀勢本線 紀伊田辺駅 - 和歌山駅 (95.5 km) （台風11号による線路への土砂流入のため）[171]
- 7月18日
  - 西日本旅客鉄道
    - （運転再開） 紀勢本線 紀伊田辺駅 - 御坊駅 (40.9 km) （台風11号のため7月16日から不通）[171]
    - （運転再開） 紀勢本線 箕島駅 - 和歌山駅 (25.3 km) （台風11号のため7月16日から不通）[171]
- 7月26日
  - 西日本旅客鉄道
    - （運転再開） 紀勢本線 御坊駅 - 箕島駅 (29.3 km) （台風11号による線路への土砂流入のため7月16日から不通）[172]

### 8月
- 8月21日
  - タリス
    - （事件）タリス車内において犯人が銃を乱射。
- 8月22日
  - 西日本旅客鉄道
    - （災害・不通） 紀勢本線 新宮駅 - 紀伊勝浦駅 (14.9 km) （台風16号による土砂流出のため）[173]
- 8月25日
  - 九州旅客鉄道
    - （災害・不通） 肥薩線 八代駅 - 吉松駅 (86.8 km) （台風15号による倒木や線路への土砂流入のため）[174][175]

### 9月
- 9月1日
  -     - （運転再開） 紀勢本線 新宮駅 - 紀伊勝浦駅 (14.9 km) （台風16号による土砂流出のため8月22日から不通）[176]
- 9月3日
  - 九州旅客鉄道
    - （運転再開） 肥薩線 人吉駅 - 吉松駅 (35.0 km) （台風15号による倒木等のため8月25日から不通）[175]
- 9月9日
  - 東武鉄道
    - （災害・不通） 宇都宮線 安塚駅 - 西川田駅 (3.5 km) （台風18号に伴う豪雨による橋梁の橋台・橋桁流出のため）[177]
    - （災害・不通） 鬼怒川線 下今市駅 - 新藤原駅 (16.2 km) （台風18号に伴う豪雨による沿線の盛土・砕石流出のため）[177]
- 9月10日
  - 東日本旅客鉄道
    - （災害・不通） 只見線 会津若松駅 - 会津川口駅 (60.8 km) （台風18号に伴う豪雨により西若松駅 - 会津本郷駅間の橋梁の点検が必要となるため）[178]

  - 東武鉄道
    - （災害・不通） 日光線 新鹿沼駅 - 下今市駅 (20.6 km) （台風18号に伴う豪雨による土砂流入・盛土流出等の被害のため）[177]

  - 野岩鉄道
    - （災害・不通） 会津鬼怒川線 新藤原駅 - 会津高原尾瀬口駅 (30.7 km) （台風18号に伴う豪雨による土砂流入・送電線断線等の被害のため）[177]

  - 関東鉄道
    - （災害・不通） 常総線 取手駅 - 下館駅 (51.1 km) （台風18号に伴う豪雨による線路冠水のため）[177]

  - 小湊鉄道
    - （災害・不通） 小湊鉄道線 里見駅 - 上総中野駅 (13.4 km) （台風18号に伴う豪雨のため）[177]
- 9月14日
  - 東日本旅客鉄道
    - （運転再開） 只見線 会津若松駅 - 西若松駅 (3.1 km) （台風18号に伴う豪雨のため9月10日から不通）[178]
    - （運転再開） 只見線 会津坂下駅 - 会津川口駅 (39.2 km) （台風18号に伴う豪雨のため9月10日から不通）[178]

  - 関東鉄道
    - （運転再開） 常総線 下妻駅 - 下館駅 (15.0 km) （台風18号に伴う豪雨のため9月10日から不通）[179]
- 9月15日（逮捕日）
  - 東日本旅客鉄道
    - （事件・逮捕）連続不審火で威力業務妨害容疑で犯人の男を逮捕[180]。
- 9月16日
  - 関東鉄道
    - （運転再開） 常総線 取手駅 - 守谷駅 (9.6 km) （台風18号に伴う豪雨のため9月10日から不通）[181][182]

  - 小湊鉄道
    - （運転再開） 小湊鉄道線 里見駅 - 月崎駅 (4.1 km) （台風18号に伴う豪雨のため9月10日から不通）[182]
- 9月18日
  - 東武鉄道
    - （運転再開） 日光線 新鹿沼駅 - 下今市駅 (20.6 km) （台風18号に伴う豪雨のため9月10日から不通）[183]
    - （運転再開） 鬼怒川線 下今市駅 - 新藤原駅 (16.2 km) （台風18号に伴う豪雨のため9月9日から不通）[183]

  - 野岩鉄道
    - （運転再開） 会津鬼怒川線 新藤原駅 - 上三依塩原温泉口駅 (21.0 km) （台風18号に伴う豪雨による土砂流入・送電線断線等の被害のため9月10日から不通）[184]

  - 関東鉄道
    - （運転再開） 常総線 守谷駅 - 水海道駅 (7.9 km) （台風18号に伴う豪雨のため9月10日から不通）[185]
- 9月19日
  - 野岩鉄道
    - （運転再開） 会津鬼怒川線 上三依塩原温泉口駅 - 会津高原尾瀬口駅 (9.7 km) （台風18号に伴う豪雨による土砂流入・送電線断線等の被害のため9月10日から不通）[184]

  - 九州旅客鉄道
    - （運転再開） 肥薩線 八代駅 - 人吉駅 (51.8 km) （台風15号による線路への土砂流入等のため8月25日から不通）[186]
- 9月29日
  - 東日本旅客鉄道
    - （運転再開） 只見線 西若松駅 - 会津坂下駅 (18.5 km) （台風18号に伴う豪雨による橋梁損傷のため9月10日から不通）[187]

### 10月
- 10月7日
  - 東武鉄道
    - （運転再開） 宇都宮線 安塚駅 - 西川田駅 (3.5 km) （台風18号に伴う豪雨による橋梁の橋台・橋桁流出のため9月9日から不通）[188]
- 10月10日
  - 関東鉄道
    - （運転再開） 常総線 水海道駅 - 下妻駅 (18.6 km) （台風18号に伴う豪雨による線路冠水のため9月10日から不通）[189]
- 10月14日
  - 京浜急行電鉄
    - （インシデント）未明に普通電車で北品川駅で車掌を置き去りで新馬場駅でドアが開けられず、車掌が隣駅まで走った[190]。
- 10月24日
  - 小湊鉄道
    - （運転再開） 小湊鉄道線 月崎駅 - 上総中野駅 (9.3 km) （台風18号に伴う豪雨による線路への土砂流入のため9月10日から不通）[191]
- 10月30日
  - 箱根ロープウェイ
    - （運転再開） 箱根ロープウェイ 姥子駅 - 桃源台駅 (1.2 km) （箱根山の噴火警戒レベル引き上げのため5月6日から運休）[192][193]

### 11月
- 11月5日
  - 東日本旅客鉄道
    - （不祥事）郡山総合車両センター勤務の社員などの112人に野球賭博[194]。
- 11月14日
  - フランス国鉄（SNCF）
    - （事故）高速鉄道TGVが試験運転中にフランス北東部ストラスブール近郊で脱線、死者も出た[195]。(エックヴェルスハイム脱線事故)
- 11月29日
  - 北海道旅客鉄道
    - （事件・逮捕）室蘭本線の苫小牧発岩見沢行き普通列車のサボを盗んで逮捕[196]。

### 12月
- 12月6日
  - 東日本旅客鉄道
    - （浸水・一時不通）横須賀線東京駅 - 新橋駅で線路が地下水漏水、排水ポンプ故障により線路冠水、特急成田エクスプレス等が運休[197]。
- 12月11日
  - 西日本旅客鉄道
    - （事故・不通）神戸市灘区灘南通5摩耶駅建設中の足場が崩れ線路支障[198]。

  - 東日本旅客鉄道
    - （事故・不通）山田線 平津戸駅 - 松草駅の間で崖崩れによる土砂に乗りあげ脱線、負傷者も出た[199]。同線は上米内駅 - 宮古駅間 (92.2 km)で不通[200]。
- 12月13日
  - 東日本旅客鉄道
    - （運転再開） 山田線 川内駅 - 宮古駅 (40.6 km) （平津戸駅 - 松草駅間の崖崩れにより12月11日から不通）[201]
- 12月17日
  - 水間鉄道
    - （書類送検）大阪府警は、平成25年（2013年）の踏切事故で「業務上過失致傷容疑」で、同鉄道の男性助役と男性運転士を書類送検[202]。
- 12月20日
  - 西日本旅客鉄道
    - （事件・逮捕）大阪府高槻市の東海道本線「桧尾（ひお）川踏切」で踏切内で三脚を置いて、「電汽車往来危険容疑」で撮影者が逮捕[203]。
- 12月22日
  - 北海道旅客鉄道
    - （書類送検）2013年の貨物列車の脱線事故でレールの検査データを改ざんして国に報告したとして「鉄道事業法違反（虚偽報告、検査忌避）」で書類送検（JR北海道の一連の不祥事関連）[204]。
- 12月27日
  - 北海道旅客鉄道
    - （火災・不通）函館本線伊納駅−近文駅の旭川市内の「嵐山トンネル」内で火災[205]。
- 12月29日
  - 函館市企業局
    - （事故）函館市電の千歳町電停付近で脱線、負傷者あり[206]。
- 12月31日
  - 四国旅客鉄道
    - （事故）高徳線オレンジタウン駅で普通旅客列車が側線に乗りあげ脱線[207]。

- 12月31日 - 翌年1月1日（出発日）
  - 北海道旅客鉄道
    - （運休）急行はまなす[208]。

## 鉄道車両

### 運転開始・運転終了・さよなら運転

#### 1月
- 1月24日
  - 西日本鉄道
    - （さよなら運転）　313形 - 貝塚線は全車が600形に統一される

#### 2月
- 2月5日
  - 九州旅客鉄道
    - （運転開始）　305系（筑肥線・唐津線・福岡市地下鉄空港線）
- 2月10日
  - 東京急行電鉄
    - （運転終了）　7600系
- 2月28日
  - 京成電鉄
    - （さよなら運転）　3300形

#### 3月
- 3月13日
  - 北海道旅客鉄道
    - （さよなら運転）　711系

  - 東海旅客鉄道
    - （運転終了）　キハ40系・キハ11形（太多線）

  - 近江鉄道
    - （定期運転終了）　220形
- 3月14日
  - 東海旅客鉄道
    - （運転開始）　キハ75形（高山本線・太多線）

  - 西日本旅客鉄道
    - （運転開始）　227系（山陽本線・呉線）
- 3月16日
  - 能勢電鉄
    - （運転開始）　5100系
- 3月22日
  - 阪急電鉄
    - （さよなら運転）　2300系

  - 北総鉄道
    - （さよなら運転）　7260形

#### 4月
- 4月28日
  - 札幌市交通局
    - （運転開始）　9000形（東豊線）

#### 5月
- 5月30日
  - 東日本旅客鉄道
    - （運転開始）　HB- E210系（仙石東北ライン）
- 5月31日
  - 近江鉄道
    - （さよなら運転）　220形

#### 8月
- 8月5日
  - 東海旅客鉄道
    - （改造完了）　N700系0番台（Z編成）から2000番台（X編成）。車番は元番号+2000（例783-1→783-2001）[209]。
- 8月24日
  - 阪神電気鉄道
    - （運転開始）　5700系[210]。

#### 9月
- 9月18日
  - 東京都交通局（都電）
    - （運転開始） 8900形[211]

#### 10月
- 10月3日
  - 南海電気鉄道
    - （さよなら運転） 7000系[212][213]
- 10月8日
  - 南海電気鉄道
    - （運転開始） 8300系[214]
- 10月10日
  - 東京都交通局（日暮里・舎人ライナー）
    - （運転開始） 330形[215]
- 10月31日
  - 西日本旅客鉄道
    - （運転開始）289系電車[216]

#### 11月
- 11月30日
  - 東日本旅客鉄道
    - （運転開始） E235系（山手線）

#### 12月
- 12月6日
  - 仙台市交通局
    - （運転開始）　2000系（東西線）

#### 月日不明
- 名古屋鉄道
  - （運転開始） EL120形（本線系統）

### 新系列・新形式
- 札幌市交通局
  - 9000形電車
- 仙台市交通局
  - 2000系電車
- 東京都交通局
  - 8900形電車
  - 330形電車
- 大阪市交通局
  - 200系電車
- 東日本旅客鉄道
  - E235系電車
  - E353系電車
  - HB-E210系気動車
- 西日本旅客鉄道
  - 227系電車
  - 289系電車
- 九州旅客鉄道
  - 305系電車
- 名古屋鉄道
  - EL120形電気機関車
- 阪神電気鉄道
  - 5700系電車
- 南海電気鉄道
  - 8300系電車
- 信楽高原鐵道
  - SKR400形気動車
- 高雄捷運公司
  - Urbos 3電車

### 消滅形式
- 北海道旅客鉄道
  - 711系電車
- 西日本旅客鉄道
  - 583系電車[217]
- 東京地下鉄
  - 06系電車
- 東京急行電鉄
  - 7600系電車
- 京成電鉄
  - 3300形電車
- 名古屋市交通局
  - 5000形電車
- 西日本鉄道
  - 313形電車
- 名古屋鉄道
  - デキ600形電気機関車

### 受賞
- 第58回 ブルーリボン賞 - 東日本旅客鉄道E7系新幹線電車・西日本旅客鉄道W7系新幹線電車
- 第55回ローレル賞 - 東日本旅客鉄道EV-E301系電車、箱根登山鉄道3000形電車

## その他
- 日本国内では、3月14日の北陸新幹線長野駅 - 金沢駅間延伸および上野東京ラインの開通が、2011年3月27日の名古屋市営地下鉄桜通線 野並駅 - 徳重駅間延伸以来およそ4年ぶりの新規鉄道路線開業となる（災害復旧・事業者変更および施設移転に伴う微小な延伸を除く）[218]。
- 3月10日
  - 日本政府・東日本旅客鉄道
    - 東日本大震災および福島第一原子力発電所事故により一部区間が不通となっている常磐線について全線を復旧させる方針を示し、復旧の見通しを発表[219]。
- 7月20日
  - 東日本旅客鉄道
    - 東日本大震災により一部区間が不通となっている気仙沼線および大船渡線について、不通区間の鉄路での復旧を断念し、BRTの運行継続をもって本復旧とする方針を表明[220] (気仙沼線・大船渡線BRT)。
- 10月16日
  - 西日本旅客鉄道
    - 利用者の減少している三江線の全線廃止を検討していると広島県に伝えていることが判明[221]。